# Colorful World
Koordinaten: 28° 14′ 29″ N, 113° 2′ 59″ O
Colorful World (chinesisch 长沙世界之窗) ist ein chinesischer Freizeitpark in Changsha, Hunan, der am 16. Oktober 1997 als Window of the World (chinesisch 世界之窗) eröffnet wurde. Er wird von der OCT Group betrieben, die auch andere Freizeitparks in China betreiben.

## Liste der Achterbahnen
| Name                                | Typ                          | Hersteller                                   | Eröffnungsjahr                             |
| ----------------------------------- | ---------------------------- | -------------------------------------------- | ------------------------------------------ |
| Hanging Roller Coaster / 悬挂过山车 | Inverted Coaster             | Beijing Jiuhua Amusement Rides Manufacturing | 2017                                       |
| Motor Roller Coaster / 摩托过山车   | Motorbike Coaster            | Zamperla                                     | 2013                                       |
| Spinning Coaster / 星际战车         | Spinning Coaster, Wilde Maus | Beijing Jiuhua Amusement Rides Manufacturing | 2016                                       |
| unbekannter Name                    | Launched Coaster             | S&S Sansei Technologies                      | noch nicht eröffnet, seit 2018 eingelagert |

### Ehemalige Achterbahnen
| Name                                                   | Typ                             | Hersteller                                          | Eröffnungsjahr | Schließungsjahr   |
| ------------------------------------------------------ | ------------------------------- | --------------------------------------------------- | -------------- | ----------------- |
| High Altitude Rolling Sliding Coaster / 时空穿梭过山车 | Stahlachterbahn mit Inversionen | Hebei Zhongye Metallurgical Equipment Manufacturing | 1999           | zw. 2009 und 2016 |
| Spinning Coaster / 星际战车                            | Spinning Coaster, Wilde Maus    | Beijing Jiuhua Amusement Rides Manufacturing        | 2007           | 2015              |